# Alemannere
 Denne artikel bør gennemlæses af en person med fagkendskab for at sikre den faglige korrekthed.

Alamannere (alamanni, allemanni etc.) var en alliance af germanske stammer ved øvre Main i nutidens Tyskland. En af de tidligste omtaler af dem er tilnavnet Alamannicus, som antagelig blev givet af Caracalla. Han herskede over Romerriget 211-217 e.Kr. og hævdede at have besejret dem.
Denne alliance og stammetilknytning er ukendt. Alliancen var aggressiv[kilde mangler] og angreb, når den kunne, den romerske provins Germania Superior (i Vestschweiz, de franske Jurabjerge og regionerne ved Alsace og det sydvestlige Tyskland).[kilde mangler] De fulgte de germanske stammer som frankerne, den første germanske stammealliance, som havde stoppet romerne fra at overskride den øvre del af Rhinen, og invaderede den romerske provins Germania Inferior.
Fra det første århundredet e.Kr. var Rhinen grænsen mellem det romerske Gallien og stammefolkene i Germanien. Germanere, keltere og blandede keltisk-germansk stammer havde bosat sig på flodens bredder. Romerne delte disse områder i Germania Inferior nedre (nordlige) Rhinen og Germania Superior øvre (sydlige) Rhinen.
Germania Superior mellem øvre Rhinen og øvre Donau (Schwarzwald) var større end i dag. Romerne kaldte det for Agri Decumates ("Decumates-territorierne" et navn af ukendt oprindelse). Flere forskere har oversat udtrykket som "de ti kantoner", men kantoner er ubekendte.

Området uden for den romerske befæstede grænse omkring Germania Superior blev kaldt Limes Germanicus. Alemanneres hær krydsede hyppigt limes, angreb Germania Superior og drog videre ind i Agri Decumates. Som et forbund fra 400-tallet bosatte de sig i Alsace og ekspanderede ind i det schweiziske Mittelland og dele af det, der i dag er Bayern og Østrig. De nåede dalene i Alperne i 700-tallet.
I Historia Augusta blev forbundene i 200-300-tallet fortsat kaldt Germani. Proculus (død ca. 281) og kejserusurpator i 280 fik popularitet i Gallien ved sine guerillaangreb mod alemannerne. Alemannerne blev derefter en nation, Alemannia, som undertiden var uafhængig, men oftere underlagt frankerne. På fransk blev navnet for Tyskland og det tyske sprog til Allemagne og allemand, på portugisisk Alemanha, alemão, og på spansk Alemania, alemán; alle disse betegnelser er afledt af den germanske nation. Persisk og arabisk har også betegnet tyskere som Almaani og Tyskland som Almaania. På tyrkisk er tysk Alman og Tyskland Almanya.
Alemannernes område var altid noget udflydende og bestod af flere distrikter. Det afspejlede deres blandede oprindelse. I tidlig middelalder var deres områder delt mellem Strassburg bispedømme, som dateres fra omkring 614, området Augsburg fra 736, Mainz bispedømme fra 745 og Basel fra 805. Dets særegne love blev kodificerede under Karl den store som hertugdømmet Alamannia i Schwaben. I dag er efterkommerne af alemannerne delt mellem fire nationer: Frankrig (Alsace), Tyskland (Schwaben og dele af Bayern), Schweitz og Østrig, og den tyske dialekt, som tales i disse områder, har særegne regionale træk.

## Sprog
Det tyske sprog, som i dag tales langt ud over grænserne for det tidligere Alemannia, er kaldt alemannisk tysk og er blandt undergrupperne af højtysk sprog. Alemanniske runeinskriptioner som dem på Pforzen-spændet er blandt de tidligste vidnesbyrd på gammelhøjtysk. Det højtyske konsonantskifte antages at være sket engang i 400-tallet enten blandt alemannere eller langobardere; før var den dialekt, som blev talt af alemanniske stammer, noget forskellig fra andres vestgermansk.
Alamannia mistede sin særegne jurisdiktion, da Karl Martell tog landet og folket ind under Frankerriget tidligt i 700-tallet. I dag er alemannisk et lingvistisk begreb, som referer til alemannisk tysk bestående af dialekterne i de sydlige to tredjedele af Baden-Württemberg (tysk delstat), i vestlige Bayern (tysk delstat), i Vorarlberg (østrigsk delstat), schweizertysk i Schweiz og elsassisk i Alsace (Frankrig).

## Oprindelse

### Navn
Asinius Quadratus (omtalt i midten af 500-tallet hos den byzantinske historiker Agathias) siger, at alemannernes navn betyder «alle mand». Det antyder, at de var et konglomerat af flere stammer. Det var den udledning af Alamanni, som blev benyttet af Edward Gibbon i hans store værk Decline and Fall of the Roman Empire og af den anonyme samler af notater af Nicolas Frérets skrifter, udgivet i 1753, som noterede, at det var det navn, som blev brugt af dem, som var udenfor, og som kaldte sig selv for svebere (Suevi). Denne afledning er forblevet den standardiserede afledning.
En anden afledning ser Ala- fra *al-, «bortenfor», ofte i betydningen «andre», hvorfra også det græske allos, «andre, fremmed», og gammelhøjtyske Elisâzzo (Elsass eller Alsace): «landet på den andre siden (af Rhinen)», er afledt.
Munken Walafrid Strabo fra Fyrsteabbediet St. Gallen, som skrev i 800-tallet, bemærkede, at folket i Schweiz og de omliggende områder kun blev kaldt Alamanni af fremmede, men at de gav sig selv navnet Suevi. Hvis det var sandt i 800-tallet, er denne observation ikke nødvendigvis gældende for 300-tallet. Vi ved kke nøjagtigt, hvad som lå i navnet og tiden. Det var imidlertid etableret blandt historikere og geografer.
Et interessant faktum om ordet Allemanni er, at det franske navn for Tyskland er «Allemagne» mest sandsynligt er afledt fra den alemanniske stamme af «alle mænd», også baseret på forbundet af stammer, som blev dannet i 200-tallet og angreb Romerriget.

### Første udtrykkelige omtale
Alamannere blev først omtalt af Dio Cassius i hans beskrivelse af Caracallas hærtogt i år 213. På den tid var de åbenbart ved Main, syd for den germanske stamme chattere (Chatti).
Dio Cassius (78.13.4) portrætterer alemannerne som ofre for den forræderiske kejser Caracalla. De havde bedt om hjælp, fortæller Dio, men i stedet koloniserede han deres land, ændrede deres stednavne og henrettede deres krigere under påskud af at komme dem til hjælp. Da han blev syg, hævdede alemannerne, at de havde lagt en forbandelse på ham (78.15.2). Det blev hævdet, at Caracalla prøvede at modvirke denne ved at påkalde sine forfædres ånder.
Som hævn ledede Caracalla Legio II Traiana Fortis mod alemannerne, som blev besejret og pacificeret for en tid. Legionen blev derefter æret med navnet Germanica. Historieværket Historia Augusta (Antoninus Caracallas liv) fortæller (10.5), at Caracalla selv tog navnet Alamannicus, hvilket fik Helvius Pertinax til at bemærke, at han hellere burde hedde «Geticus Maximus», eftersom han året før havde myrdet sin storebroder Geta, som Caracalla inviterede til forsoning og fangede i et baghold af centurioner. Geta døde i sin mor Julias arme. Sandt eller ej, Caracalla forlod Rom for aldrig at vende tilbage.
Caracalla drog til grænsen, hvor han blev kendt for sine uforudsigelige og egenrådige operationer og overraskelsesangreb under påskud af fredsforhandlinger. Hvis alemannerne tidligere havde været neutrale, blev de helt sikkert påvirket af Caracalla til at blive Roms uforsonlige fjender.
Dette fjendtlige forhold er måske grunden til, at romerske forfattere insisterer på at kalde dem Alamanni barbari, «vildmænd». Arkæologien har imidlertid vist, at den alemanniske overklasse i høj grad var præget af romerne: den boede i romerske huse med rette hjørner og romerske genstande, og alemanniske kvinder havde tilpasset sig romersk mode ved at klæde sig i tunika, før mændene gjorde det.
De fleste af dem boede antagelig i eller ved grænserne til Germania Superior. Selv om Dio er den første forfatter, som nævner dem, benyttede Ammianus Marcellinus navnet for at referere til germanere ved Limes Germanicus, mens Trajan var provinsens statholder, kort efter at den blev dannet ca. 98/99. På den tid var hele grænsen befæstet for første gang. Træer fra de tidligste befæstninger i Germania Inferior er dateret ved dendrokronologi til 99/100. Kort efter blev Trajan valgt af Nerva som efterfølger, adopteret med offentlige fanfarer
 in absentia af den gamle kejser kort tid før hans død. Ved år 100 var Trajan tilbage i Rom som kejser.
Ammianus fortæller (xvii.1.11 Arkiveret 11. februar 2006 hos  Wayback Machine), at ganske længe efter sendte kejser Julian den Frafaldne en straffeekspedition mod alemannerne i Alsace, og de krydsede Main, gik ind i skoven, hvor vejen var blokeret af fældede træer. Da vinteren kom, okkuperede de igen:
«munimentum quod in Alamannorum solo conditum Traianus suo nomine voluit appellari»
«En fæstning som var grundlagt på den jord hos alemannerne, som Trajan ønskede skulle blive opkaldt efter ham»
I denne sammenhæng er brugen af Alamanni antagelig en anakronisme, men det afslører, at Ammianus troede, at det var det samme folk, hvilket er i overensstemmelse med stedet for alemannerne under Caracallas hærtogt.

### Alemanni og Hermunduri
En tidlig, detaljeret kilde er værket Germania af Tacitus, der indimellem har været tolket, så den har givet andre historiske problemer. I kapitel 42 læser vi om hermundurere (Hermunduri), en stamme som med sikkerhed kan lokaliseres til det område, som senere blev Thüringen. Tacitus hævder, at de handlede med Raetia, som Klaudios Ptolemaios har lokaliseret på modsatte side af Germania Superior af Donau. En logisk konklusion er, at hermundurerne omfattede det senere Schwaben og derfor er alemannerne oprindelig afledt fra hermundurerne.
Imidlertid er det ingen hermundurer, som optræder hos Ptolemaios, skønt hermundurerne efter hans tid blev forbundet med markomannerne i krig mod Romerriget. En forsigtig læsning af Tacitus giver en løsning. Han siger, at Elbens kilde er hos hermundurerne, et sted i den østlige del af øvre Main. Han placerer dem også mellem narkistere (Naristi, Varisti), hvis lokalisering, som er i oldtidens Schwarzwald, er velkendt, og markomannere og quadere. Imidlertid brød hermundurerne ud fra de markomanniske krigere og sluttede en separat fred med Rom. Alemannerne var sandsynligvis derfor ikke hovedsagelig hermundurer, skønt en del af dem kan have været til stede i den blanding af folkeslag, som på den tiden blev alemannerne.

### PtolemaiosGeografi
Før alemannerne blev nævnt på Caracallas tid, vil man søge forgæves efter dem i den moderat detaljerede geografi for det sydlige Tyskland, som Klaudios Ptolemaios skrev på græsk i midten af andet århundrede, Geografike hyfegesis. Det er sandsynligvis på denne tid, at folk, som senere brugte det navn, blev kendt under andre betegnelser.
Alligevel kan en del udledes fra Ptolemaios: Germania Superior er let identificeret. Følger man Rhinen, kommer man til en by, Mattiacum, som må være ved grænsen af romersk Germania, nær Wiesbaden. Op over floden og mellem Rhinen og Abnoba i Schwarzwald er Ingriones, Intuergi, Vangiones, Caritni og Vispi. Nogle af dem har været der fra Romerrigets tidligste dage eller tidligere. På den andre side af den nordlige Schwarzwald er Chatti omtrent der, hvor Hessen er i dag, ved nedre Main.
Det historiske Schwaben blev til sidst erstattet af dagens Baden-Württemberg, men det havde været det mest betydningsfulde område for middelalderens Alamannia, bestående af hele Germania Superior og området øst for Bayern. Det omfattede ikke øvre Main, men det er, hvor Caracalla førte krig. Desuden var området Germania Superior ikke oprindeligt med i alemannernes områder.
Hvis vi imidlertid ser efter folkene i regionen fra øvre Main i nord, syd for Donau og øst for dagens Tjekkiet, hvor quadere og markomannere boede, opgiver Ptolemaios ingen stammer. Der er tubantiene lige syd for chattere og på den andre siden af hvad som da var Schwarzwald var narkistere (Varisti), eftersom deres lokalisering er kendt. En mulig grund til denne fordeling er, at befolkningen foretrak kun at leve i skovområderne i vanskelige tider. Regionen mellem skoven og Donau på den anden side omfattede omkring et dusin bosættelser, eller «kantoner».
Ptolemaios' syn på germanerne i regionen antyder, at stammestrukturen havde mistet sit greb i området i og i Schwarzwald, måske på grund af at romerne tilbød stabilitet. Måske følte Caracalla sig mere tryg ved at føre krig i øvre Main, eftersom han ikke havde erklæret krig mod nogen bestemt historisk stamme som chattere og cheruskere, stammer som Rom havde lidt store tab til. På Caracallas tid var navnet Alamanni brugt af kantonerne indbyrdes for at sammenknytte hærafdelinger.

### Koncentrationen af germanske folk under Ariovist
Begrebet Suebi (svebere) havde en dobbelt betydning i kilderne. På den ene side fortæller Tacitus' Germania os (i kapitlerne 38, 39), at de boede i mere end halvdelen af Tyskland, havde en særegen hårstil og var åndelig centrerede hos semnonere. På den anden side er svebere i det øvre Donau beskrevet som en stamme.
Løsningen på puslespillet fører til valget af Agri Decumates som et forsvarspunkt, og koncentrationen af germanere der har sandsynligvis sin grund i germanske angreb på den galliske befæstede by Vesontio i år 58 f.Kr. Øvre Rhinen og Donau synes at danne en tragt, som pegede lige mod Vesontio.
Julius Cæsar fortæller i sin bog Gallerkrigen (1.51 Arkiveret 11. januar 2011 hos  Wayback Machine), at Ariovistus havde samlet en hær sammen fra et udstrakt område i Germania, som særligt bestod af charudere, markomannere, tribokinere, vangionere, nmetere og sedusere. Svebere blev inviteret til at være med. De levede i 100 kantoner (4.1 Arkiveret 11. januar 2011 hos  Wayback Machine), hvorfra 1000 unge mænd hvert år blev udtagne til militærtjeneste, en borgerhær efter vore begreber, og sammenlignet med den romerske hær, ikke en professionel hær.
Ariovistus var blevet involveret i en invasion af Gallien, eftersom germanere stræbte efter at bosætte sig der. Med den hensigt at erobre den strategiske by Vesontio koncentrerede han sine styrker ved Rhinen i nærheden af Bodensøen, og da svebere kom til, krydsede han floden. Gallerne havde tilkaldt romerne til militær hjælp. Cæsar okkuperede byen, besejrede germanerne foran dens mure og nedslagtede det meste af den germanske hær, mens den forsøgte at flygte tilbage over floden (1.36ff). Han forsøgte ikke at forfølge dem og efterlod det, som var tilbage af den germanske hær, på den anden side af Rhinen.
Gallerne var ambivalente i deres politik mod romerne. I år 53 f.Kr. brød trevererne deres alliance og forsøgte at bryde med romerne. Cæsar forudså, at de derefter ville forsøge at alliere sig med germanerne. Han krydsede Rhinen for at forhindre, at det skete, hvilket var heldigt for ham. Germanerne, som havde mindet om deres omfattende nederlag ved Vesontio, trak sig tilbage til Schwarzwald, hvor de blev en blandet befolkning dominerede af svebere. Eftersom de efterlod deres stammehjem, overtog de sandsynligvis de tidligere keltiske kantoner langs Donau.